# Kruno Kolombatović
Kruno Kolombatović (Split, 11. prosinca 1880. − Washington, SAD, 14. rujna 1952.), hrvatski liječnik, športski dužnosnik i diplomat.

## Životopis
Poznat kao prvi predsjednik Hajduka koji je na ovoj dužnosti od njegovog osnutka 1911. pa do 1912. godine. Kruno je sudjelovao i u prvoj Hajdukovoj trening utakmici koju je odigrala A momčad, u kojoj je on bio, protiv B momčadi. A-momčad igrala je u bijelo-plavom dresu a B-momčad u dresovima čije su majice bile na rige. I dresovi i balun poslao je iz Praga Fabjan Kaliterna, jedan od četvorice (ili petorice) osnivača Bile momčadi.
Ova trening-utakmica završila je pobjedom A-momčadi s rezultatom 13:2. Za A-momčad uz njega igrali su i Joseph Buchberger, Petar Bonetti, Josip Namar, Mario Righi, Ermenegild Rosseg, Vilibald Zuppa, Antun Righi, Stipe Sisgoreo, Ivan Tudor (koji je potpalio staru Hajdukovu baraku kako bi došli do novca od osiguranja) i Šime Raunig. 
Za B-momčad nastupili su Marko Margetić, Pavo Mardešić, Paško Fabris, Božo Nedoklan, Josip Cotić, Lucijan Stella, Luka Fakač, Ante Mardešić, Fabjan Lukas, Paško Sisgoreo i Krunoslav Bonačić.
Krunu Kolombatoviću ovo je bila jedina utakmica koju je odigrao. Prva javna utakmica koju su Bili odigrali protiv nekog drugog kluba odigrala se 11. lipnja 1911. protiv Calcia, a Hajduk ju je dobio s rezultatom 9:0.